# Лембіт Авессон
Лембіт Авессон (ест. Lembit Avesson, 10 січня 1925, Таллінн — 8 січня 2008, Торонто) — естонський композитор-органіст в Канаді.

## Життєпис
Навчався у Талліннській консерваторії та Королівській консерваторії Канади в Торонто за класом органу (однокурсник Дугласа Еліотта та Чарльза Пікера). Живе в Торонто (Канада). Автор великих хоральних та оркестрових композицій, а також низки пісень. Член Канадської спілки композиторів.
Як соліст-органіст найбільш відомий у країнах лютеранської традиції, насамперед Німеччині та Естонії. Відомий також у США та Швеції. Виконує органну музику на службах у старовинних лютеранських церквах Канади та Естонії. Створив колектив «Musica Divina Choir».